# Škoda Superb (1934—1949)
Škoda Superb — полноразмерный автомобиль представительского класса, который производился чехословацким автопроизводителем ASAP (позднее переименованным в AZNP) с 1934 по 1949 год (с перерывом в 1942—1946 годах). Первый автомобиль в истории компании с двигателем V8 и полным приводом.
Название Superb происходит от латинского superbus и означает «исключительный, превосходный, выдающийся». В 1934 году его присвоили роскошной представительской модели Škoda, пришедшей на смену лимузинам Škoda 860, производившимся в 1929—1932 годах. Всего на протяжении 1934—1949 годов было построено около 2,5 тысяч «Супербов».

## История модели
Первое поколение было представлено публике 22 октября 1934 года, под обозначением Škoda 640 Superb. Автомобиль имел прогрессивную на то время конструкцию с трубчатой рамой (была применена удлинённая рама от модели Škoda 637), с полностью независимой подвеской, гидравлическими тормозами. Мощность 6-цилиндрового 2,5-литрового двигателя c боковым расположением распределительного вала и клапанов (SV, Side Valves) составляла 55 л. c., что позволяло разогнать автомобиль до 110 км/ч. Практически одновременно дебютировал главный конкурент на чехословацком рынке — Tatra 77 с гораздо более низким коэффициентом аэродинамического сопротивления, плюс он был мощнее и потому быстрее. Это заставило компанию ASAP создать обновлённую версию «Суперба», позже получившую обозначение Type 902. Новый автомобиль обладал улучшенной аэродинамикой, более мощным двигателем (2,7 литра, 60 л. с.), позволявшим набирать до 115 км/ч. Расширилось количеством вариантов исполнения кузова: кабриолет, 6-местный лимузин и специальная версия от ателье Sodomka). Тем не менее, второе поколение производилось только в 1936—1937 годах, и было произведено в количестве 53 машины.
Значительно большую популярность получило третье поколение Superb (Type 913), также представленное в 1936 году, но имевшее кузов ещё больших размеров (особенно в спецверсии от Sodomka), с ещё более мощным двигателем (2,9 литра, 65 л. с.), максимальная скорость увеличилась до 120 км/ч. В варианте 6-местного лимузина можно было убрать два откидывающихся сиденья, что позволяло пассажирам лечь в машине в полный рост. Всего за период с 1936 до 1939 было выпущено 350 экземпляров. Таким образом, третье поколение стало самой массовой невоенной версией Superb вплоть до окончания XX века.
В 1938 году в свет вышел Škoda Superb 3000 OHV (Type 924). Число «3000» в названии означало примерный рабочий объём двигателя. Машина заметно изменилась: возле переднего крыла появилось запасное колесо, колёсная база была увеличена, при уменьшении общей длины (с 5,5 до 5,2 метров). Модель получила совершенно новый 6-цилиндровый 3,1-литровый двигатель мощностью 85 л. с., который имел более современную конструкцию, с верхним расположением распределительного вала. Новинка могла достигать максимальной скорости в 125 км/ч. Общее число построенных экземпляров составило 275 (включая 160 машин после Второй мировой войны). Самая быстрая версия Superb — 4000 OHV (Type 919), дебютировала в 1939 году. Она получила полностью новый (и первый среди всех автомобилей Škoda) двигатель V8, имеющий рабочий объём 4 литра и мощность 96 л. с. Такая машина могла разгоняться до 135 км/ч. Но её производство из-за начавшейся Второй мировой войны закончилось уже на следующий год, а общая серия составила всего 12 машин.
В военное время, после того как в немецкой армии проявилась нехватка военного транспорта, от компании ASAP были затребованы варианты, схожие по назначению с «кюбельвагенами» для нужд офицерского состава. Вскоре были представлены переделанные версии 924 в виде Type 952/Kfz.15, в 1941—1943 годах их выпустили в количестве около полутора тысяч штук, и Type 956 c полным приводом, однако последних было собрано только 5 образцов в период с 1942 по 1943 год. Обе модели обладали 85-сильным двигателем и могли разгоняться до 100 и 90 км/ч, соответственно. Также на основе этой модели были сделаны 30 карет «скорой помощи» на базе версии 924, плюс особые командные машины, причисленные к семейству Kfz.21 (Type 956), среди их владельцев были Эрвин Роммель и Гейнц Гудериан.
После войны в период с 1946 по 1949 год в Млада-Болеславе было выпущено 158 шасси, из которых 11 получили кузова на основном заводе, 103 — в специализированных ателье Uhlík из Праги и Sodomka из Високе-Мито. Ещё 44 шасси, оснащенных минимальным количеством кузовных деталей, своим ходом отправили в Квасины, где они получили современные кузова с множеством полированных алюминиевых элементов и фарами, интегрированными в передние крылья. Дизайн этих автомобилей существенно повлиял на облик будущей модели Škoda 1101 Tudor.
В 1950 году новым флагманом компании вместо Superb стал лимузин Škoda VOS.

## Технические характеристики
| Модель      | Тип           | Годы выпуска    | Тираж штук | Двигатель    | Мощность          | Макс. скорость км/ч | Расход топлива, л/100 км | Длина             | Ширина                              | Высота                              |
| ----------- | ------------- | --------------- | ---------- | ------------ | ----------------- | ------------------- | ------------------------ | ----------------- | ----------------------------------- | ----------------------------------- |
| Superb      | 640           | 1934-39         | 201        | 2.5 L I6 SV  | 55 л. с. (40 кВт) | 110                 | 17                       | 5500 мм (216,5 ″) | 1700 мм (66,9 ″)                    | 1700 мм (66,9 ″)                    |
| Superb      | 902           | 1936-37         | 53         | 2.7 L I6 SV  | 60 л. с. (44 кВт) | 115                 | 17                       | 5500 мм (216,5 ″) | 1700 мм (66,9 ″)                    | 1700 мм (66,9 ″)                    |
| Superb      | 913           | 1936-39         | 350        | 2.9 L I6 SV  | 65 л. с. (48 кВт) | 120                 | 17                       | 5500 мм (216,5 ″) | 1700 мм (66,9 ″)                    | 1700 мм (66,9 ″)                    |
| Superb OHV  | 924           | 1938-43 1946-49 | 275        | 3.1 L I6 OHV | 85 л. с. (63 кВт) | 125                 | 18                       | 5200 мм (204,7 ″) | 1760 мм (69,3 ″) / 1800 мм (70,9 ″) | 1710 мм (67,3 ″) / 1720 мм (67,7 ″) |
| Superb 3000 | 952 956 (4×4) | 1941-43 1942-43 | 1631       | 3.1 L I6 OHV | 85 л. с. (63 кВт) | 90-100              | 18                       | 4800 мм (189,0 ″) | 1800 мм (70,9 ″)                    | 1720 мм (67,7 ″)                    |
| Superb 4000 | 919           | 1939-40         | 12         | 4.0 L V8 OHV | 96 л. с. (71 кВт) | 135                 | 24                       | 5700 мм (224,4 ″) | 1800 мм (70,9 ″)                    | 1750 мм (68,9 ″)                    |